# Ülemiste
Ülemiste (est. Ülemiste järv) je jezero u okolici Tallinna, Estonija. Ono je glavni izvor pitke vode za stanovnike Tallinna. Jezero se napajava vodom uglavnom iz potoka Kurna i rijeke Pirita.
U blizini jezera se nalazi zrakoplovna luka Lennart Meri. 18. ožujka 2010. transportni zrakoplov Antonov An-26 prisilno je sletio na zaleđenom jezeru. 1,5 tona goriva iscurilo je tom prilikom u vodu. Srećom svo zagađenje je na kraju uklonjeno, a nitko od šest članova posade nije ozlijeđen.
Postoji i legenda o nastanku jezera.